# أعراف قرصية
أعراف قرصية (الاسم العلمي: Cristidiscoidia ) هي شعيبة من الطلائعيات تتبع شعبة القمعيات.

## طوائف
- عرفيات قرصية